# Keine Lust
A Keine Lust a negyedik kislemez a német ipari metált játszó együttes, a Rammstein Reise, Reise stúdióalbumáról. Németországban, Ausztriában és Svájcban 2005. február 28-án jelent meg. Két változat is a boltokba került, az egyik egy maxi kislemez, a másik pedig egy 2 számos kislemez. A német cím fordítása „ Semmi kedvem”.

## Videóklip
A klipet 2005. január 18-án forgatták Berlinben, de csak egy hónappal később került adásba. A rendező Jörn Heitmann volt, aki már több klipet is készített az együttesnek.
A videóklipben a tagok el vannak maszkírozva, hogy kövérnek tűnjenek. Egy közös felvételre gyűltek össze, láthatóan sok idő eltelte után. Az egyetlen tag, akit nem maszkíroztak el, az a billentyűs, Christian „Flake” Lorenz. Ő a többiekhez képest későn érkezik, és egy sajátos tolószékben ül, ami azoknak van kifejlesztve, akiknek nehézségei vannak a járással. A klip végére mindenki távozik, kivéve Lorenzet, akinek végül sikerül fölállnia, és járni kezd, bár elég furcsán.
Egy internetes beszélgetés során a ritmusgitáros, Paul Landers azt nyilatkozta, hogy az ötlet, hogy legyenek kövérek, a dobosé volt, és a jelmez elkészítése 4 órát vett igénybe.
A videóklipet 2005 novemberében jelölték az MTV Europe Music Awards-on, és a 2005-ös Echo díjátadón elő is adták ezt a számukat április 2-án. Az előadás követte a klip témáját, így tulajdonképpen a videóklipet mutatták be élőben. A díjátadón végig a kövérjelmezeket viselték.

## Jelentés
A klip készítéséről szóló kisfilmben a gitáros Richard Z. Kruspe így nyilatkozik a dalszöveg jelentéséről:
Ez után a sok év után tele vagyunk energiával! Hírnév, siker, pénz. Többé semmit nem akarunk csinálni! Semmit! Ez az ötlet a dalban. Megint a kezdeteknél vagyunk. Csak zenélni akarunk. Nem akarjuk az ezzel járó cirkuszt többé. Szóval találkozunk még egyszer, egy előadás erejéig – csak hogy együtt zenélhessünk. A tény, hogy kövérek vagyunk, csak a túlzást szimbolizálja. Ez tényleg csak a kezdethez való visszatérést jelenti.

## Számlista
Német kiadás
1. Keine Lust
2. Keine Lust (Remix No. 1 a Clawfingertől)
3. Keine Lust (The Psychosonic Remix  DJ Drugtól)
4. Keine Lust (Bozz Remix  Azadtól)
5. Keine Lust (Jazz Remix a Clawfingertől)
6. Keine Lust (Black Strobe Remix)
7. Keine Lust (Curve Remix a Front 242-tól)
8. Keine Lust (Ich zähl die Fliegen Remix a Kriegertől)

Angol kiadás - első rész (CD)
1. Keine Lust
2. Ohne dich (Mina Harker változata - Laibach-remix)
3. Mutter Orchesterlied I (Zenekari verzió)

Angol kiadás - második rész (DVD)
1. Keine Lust
2. Mein Teil
3. Mein Teil (videóklip)
4. Mein Teil (Így készült)

Angol 7" Vinyl kiadás
1. Keine Lust
2. Du Hast (Koncertfelvétel: Parkbühne Wuhlheide, Berlin, 1998. augusztus)

## Külső hivatkozások
- Dalszöveg németül és angolul Archiválva 2018. május 28-i dátummal a Wayback Machine-ben